# Xesqui Castañer López
Xesqui Castañer López (València, 1952 - 2018) va ser una professora universitària d'Història de l'Art i política espanyola. Va presidir les Juntes Generals d'Àlaba entre 6 de juliol de 1999 i octubre de 2003, sent la primera dona a ocupar aquest càrrec.

## Activitat política
En la seua joventut va pertànyer a l'organització socialista clandestina de València.
Entre 1979 i 1980 va ser assessora de la Conselleria de Cultura de la Generalitat Valenciana en les tasques d'estudi, planificació i gestió del Patrimoni Artístic. Posteriorment va ser regidora de l'Ajuntament de Vitòria entre 1983 i 1987 i cap del gabinet del Vicelehendakari i Conseller basc d'educació, Fernado Buesa, entre 1990 i 1994.
Va presidir les Juntes Generals d'Àlaba entre el 6 de juliol de 1999 i octubre de 2003 com a procuradora pel Partit Socialista d'Euskadi - Euskadiko Ezkerra (PSE-EE) amb el suport dels vots del seu grup al costat dels del Partit Popular i Unitat Alabesa, sent la primera dona a ocupar aquest càrrec. En la sessió plenària d'aquesta càmera del 20 de març de 2000, Xesqui Castañer va llegir un discurs destacant el treball de Fernando Buesa per la defensa de les llibertats, després del seu assassinat el 22 de febrer del mateix any.
La seua activitat política es va caracteritzar per la defensa de la igualtat entre homes i dones, el foment del laïcisme en les Juntes Generals d'Àlaba i la modernització i acostament del treball de la càmera a la ciutadania.

## Carrera acadèmica i investigadora
Es va llicenciar en Filosofia i Lletres (en la secció d'Història) per la Universitat de València el 1975 i deu anys més tard, el 1985, es va doctorar en Geografia i Història per la Universitat del País Basc, incorporant-se a aquesta universitat com a professora titular d'Història de l'Art un any després.
En 2003 va tornar a València i es va incorporar al Departament d'Història de l'Art de la Universitat de València. Entre 2012 i 2017 va ser la directora del màster interuniversitari en Història de l'Art i Cultura Visual impartit per la Universitat de València i la Universitat Jaume I de Castelló.
En 2016 va obtenir l'acreditació de l'ANECA com a catedràtica d'universitat, si bé no va arribar a promocionar.
Com a investigadora es va especialitzar en art actual, en la visualització del gènere en la història de l'art i en la cultura visual; en la representació de les identitats i de la diversitat cultural en l'era de la globalització, en la relació entre les noves tecnologies amb l'art i l'activisme polític, així com en diversos aspectes del patrimoni artístic d'Euskadi. Sobre els temes de la seua especialització va publicar una trentena de llibres i capítols de llibres i va dirigir diferents tesis doctorals, com la primera tesi sobre el grafit a València, defensada en 2015.